# Tiranet cap-roig
El tiranet cap-roig (Pseudotriccus ruficeps) és un ocell de la família dels tirànids (Tyrannidae).

## Hàbitat i distribució
Habita els boscos dels Andes del centre i sud de Colòmbia, Equador, est del Perú i oest de Bolívia.